# Alberto Sitta
Alberto Sitta (Ferrara, 4 dicembre 1919 – Bologna, 1989) è stato un illusionista e concertista italiano.

## Biografia
Alberto Sitta  si stabilì definitivamente a Bologna all'età di quattro anni. 
Amava il teatro e lo spettacolo: correva a vedere tutti i prestigiatori nella città dove abitava e quasi sempre più volte di seguito, al fine di carpirne i segreti.
Quando fu pubblicato il libro L'emulo di Bosco di Romanoff cominciò ad apprendere i primi segreti della prestigiazione, costruendo molti attrezzi di scena utilizzando materiale economico come carta e cartone che, dipinti in modo elegante ed appariscente, gli permisero di cominciare ad esibirsi in pubblico, soprattutto nei teatri parrocchiali di Bologna.
Dopo aver conseguito il diploma in pianoforte, al Conservatorio di Bologna, alternò all'attività del prestigiatore anche l'attività concertistica. Dopo la guerra, nel 1948, divenne maestro concertatore e direttore d'orchestra all'Accademia Filarmonica di Bologna.
In tale periodo, intensificò la collaborazione con altri prestigiatori professionisti tra cui Bertoni, Bustelli, Arienzo e Chabernot. Da questi incontri scaturì l'idea di fondare il Club Nazionale del Mago, che, successivamente, divenne  Club Magico Italiano. Nel 1954 ne divenne presidente fino al 1989 anno della sua scomparsa, ed iniziò anche la sua carriera di prestigiatore professionista.
Si esibì al prestigioso Cabaret Tabarìs di Losanna, l'Olympia di Parigi, l'Hansa Theater di Amburgo, il Titania-Palast di Berlino  presentando uno show in cui egli, vestito con preziosi kimono, e con il nome di scena Chun Cin Fu, stupiva il pubblico con giochi originali e scenicamente curati.
Durante la sua presidenza del Club Magico italiano ha rappresentato la nazione in oltre 500 congressi internazionali, tra cui il congresso di Boston del 1960, dimostrando universale conoscenza e competenza tecnica in tutti i rami della prestigiazione.